# Pałac Narodowy Sintra
Pałac Narodowy Sintra (port: Palácio Nacional de Sintra, zwany również Palácio da Vila, Pałac Miejski) – pałac znajdujący się w miejscowości Sintra, w dystrykcie Lizbona, w Portugalii. Dawna letnia rezydencja królów Portugalii. Jest najlepiej zachowanym średniowiecznym pałacem królewskim w Portugalii. Obecnie mieści się w nim muzeum historyczne.

## Historia
Pierwsze budowle zostały wzniesione w tym miejscu przez Maurów w VIII w. W X stuleciu znajdował się tu pałac - rezydencja arabskiego kalifa, chroniona przez pobliską twierdzę Castelo dos Mouros. W czasie rekonkwisty w 1147 r. Sintra została zdobyta przez pierwszego króla Portugalii, Alfonsa I. W 1281 r. król Dionizy I nakazał odbudowę mocno już zniszczonego Palácio de Oliva (jak go wówczas nazywano). Wiek później w 1385 r. król Jan I Wielki zlecił całkowitą przebudowę centralnej części pałacu wraz z pomieszczeniami kuchennymi, które otrzymały dwa charakterystyczne, wielkie, stożkowe kominy. Za panowania Manuela I Szczęśliwego w latach 1495–1521 dokonano przebudowy kompleksu w stylu manuelińskim.
Zespół pałacowy, usytuowany wśród wzgórz Serra de Sintra, był wygodnym miejscem letniego pobytu dworu królewskiego. Pod koniec XVII w. przez 9 lat przebywał tu (i zmarł w 1683 r.) chory psychicznie Alfons VI, drugi król z dynastii Bragança. W 1755 r. znaczne partie pałacu uległy zniszczeniu podczas wielkiego trzęsienia ziemi. Pomimo ich odbudowy pałac, oddalony od centrum życia politycznego, coraz rzadziej był wykorzystywany przez dwór. Ostatnią mieszkanką pałacu, pochodzącą z królewskiego rodu, była tu w latach 80. XIX w. Maria Pia - babka króla Manuela II.
W 1910 r. pałac został uznany za zabytek narodowy. Dziś jest integralną częścią obszaru krajobrazu kulturowego Sintry, znajdującego się na Liście Światowego Dziedzictwa UNESCO, i ważną atrakcją turystyczną.